# Partula leptochila
Partula leptochila foi uma espécie de gastrópodes da família Partulidae.
Foi endémica da Polinésia Francesa.